# 遊方
遊方，舊稱搖馬郎，是貴州省東南、南部苗族青年男女的社交、娛樂活動。這些苗族青年男女往往通過此一方式，交結朋友、選擇伴侶。

## 記載
- 《黃平州志》：「......吹笙間以山歌，木葉兩相勾引于深溝密菁，促膝私語，謂之『搖阿妹』，又謂『搖馬郎』」。

## 外部連結
- 中國苗族文化中心